# Stornello
O Stornello (plural Stornelli) é uma breve composição poética, geralmente improvisada de forma muito simples, de temática amorosa ou satírica e semelhante a filastrocca (composição curta e rítmica, com sílabas repetidas e rimas extravagantes). É típico da Itália central, particularmente de Toscana, Lácio e Marcas.
Este tipo de composição é constituída por um número indefinido de versos e de estrutura muito simples. Cada verso é geralmente composto de três linhas:
- O primeiro verso é um quinário (verso no qual o acento principal está na quinta sílaba) e, geralmente, contém a invocação a uma flor;
- Os outros dois são hendecassílabos, dos quais o primeiro está em assonância e o segundo em rima com os versos de abertura.

Geralmente este tipo de composição é acompanhado por música ou é somente cantado.

Abaixo, segue um dos atos de Cavalleria rusticana, de Tozzetti e Menasci, como exemplo de stornello com invocação inicial a uma flor:

Fior di giaggiolo,

Gli angeli belli stanno a mille in cielo,

Ma bello come lui ce n'è uno solo.

## Stornello Romano: As Cantigas Romanas
O Stornello Romano (plural Stornelli Romani), também chamados de Stornelli Romanesche, é uma forma de canto popular que também contém rimas, sendo considerados como um aspecto pitoresco e popular da vida diária romana. Encaixam-se no panorama da música popular italiana com algumas características em particular: a zombaria e a sagacidade dos provérbios populares.
Nascidos a partir da improvisação e da inspiração de momento, as cantigas romanas eram cantadas nas tabernas, mas também por mulheres de varanda em varanda e pelos presos do cárcere romano Regina Coeli. O Stornello Romano, comumente curto e imediato, em seguida passou a ser reproduzido porcantores de rua, carroceiros ou vendedores ambulantes. Funcionavam e ainda funcionam como uma válvula de escape do povo romano quanto ao seu quotidiano.
Sua autenticidade permaneceu intacta pelo menos até o final do século XIX. Neste período começou a ser objeto de pesquisas e transcrições. Mas é no pós-guerra italiano e nos vários festivais de música que este tipo de expressão popular romana adquire fama e grande difusão em toda a Itália; assim os stornelli tornaram-se símbolos de um romanesco unificador em termos de linguagem e das viagens ao exterior dos italianos na década de 1950. Tudo isto é notado com a aparição na televisão de alguns grandes intérpretes da música romana e italiana. 
Dentre suas principais características que o diferenciam de outros stornelli de outras regiões:
- Temática romântica e de exaltação a Roma. Há a temática padrão de qualquer cantiga (stornelli), como o amor e a sátira;
- Caráter burlesco, zombeteiro;
- Escritos em dialeto romano (romanesco);

Abaixo, a letra de Roma nun fà la stupida stasera, um dos mais populares e conhecidos stornello romano.

### Principais Intérpretes
- Claudio Villa
- Gabriella Ferri
- Lando Fiorini
- Nino Manfredi
- Renato Rascel

### Principais Stornellos
- A li mortacci tua
- Barcarolo romano
- Daje de tacco
- La Società de Magnaccioni
- Le osterie
- Me pizzica me mozzica
- Osteria dell’Appia Ântica
- Più semo e mejò stamo
- Roma nun fa La stupida stasera
- Semo gente de borgata
- Semo Romani e volemo cantà
- Tanto pe’ cantà
- Te c’hanno mai mandato a quer paese
- ‘Na gita a li Castelli
- Vecchia Roma